# Championnat du Pérou de football 1932
Navigation
Saison précédente Saison suivante
La saison 1932 du Championnat du Pérou de football est la cinquième édition (officielle) du championnat de première division au Pérou. Les huit clubs sont regroupés au sein d'une poule unique où ils ne s'affrontent qu'une seule fois au cours de la saison. Il n'y a pas de relégation en fin de saison car le championnat repasse à dix clubs la saison prochaine.
C'est le club de l'Alianza Lima, tenant du titre, qui remporte à nouveau la compétition après avoir terminé en tête du classement final, devant la Federación Universitaria et le Sporting Tabaco. C'est le 6e titre de champion du Pérou de l'histoire du club.

## Les clubs participants
| - Alianza Lima - Sportivo Tarapacá Ferrocarril - Sportivo Union - Sporting Tabaco | - Sport Progreso - Promu de Segunda Division - Federación Universitaria - Circolo Sportivo Italiano - Ciclista Lima |

## Compétition
Le barème utilisé pour établir les différents classement est le suivant :
- Victoire : 3 points
- Match nul : 2 points
- Défaite : 1 point
- Forfait ou abandon : 0 point

De plus, un bonus de points est ajouté à certains clubs en fonction des résultats de son équipe réserve en championnat inférieur.

### Classement
| Rang | Équipe                        | Pts   | J | G | N | P | Bp | Bc | Diff |
| ---- | ----------------------------- | ----- | - | - | - | - | -- | -- | ---- |
| 1    | Alianza Lima (T)              | 25.5  | 7 | 7 | 0 | 0 | 26 | 2  | +24  |
| 2    | Federación Universitaria      | 22    | 7 | 5 | 0 | 2 | 21 | 4  | +17  |
| 3    | Sporting Tabaco               | 19.75 | 7 | 4 | 1 | 2 | 20 | 9  | +11  |
| 4    | Ciclista Lima                 | 16.5  | 7 | 2 | 2 | 3 | 18 | 17 | +1   |
| 5    | Sportivo Unión                | 15.75 | 7 | 2 | 2 | 3 | 11 | 20 | -9   |
| 6    | Sport Progreso (P)            | 15.25 | 7 | 2 | 2 | 3 | 9  | 17 | -8   |
| 7    | Sportivo Tarapacá Ferrocarril | 13    | 7 | 0 | 3 | 4 | 9  | 17 | -8   |
| 8    | Circolo Sportivo Italiano     | 12.25 | 7 | 1 | 0 | 6 | 2  | 30 | -28  |

|  | Champion du Pérou 1932                                |
|  | (T) : Tenant du titre (P) : Promu de Segunda Division |

## Bilan de la saison
| Championnat du Pérou de football 1932 |                                 |
| Champion                              | Alianza Lima (6e titre)         |
| Promotions et relégations             |                                 |
| Promus en Primera División            | Sport Boys                      |
| Promus en Primera División            | Sucre FC                        |
| Relégués en Segunda División          | Aucun (passage de 8 à 10 clubs) |